# Роберто Франка
Роберто Франка (на английски: Roberto Franca) е модел и е Мистър Бразилия Свят 2010.

## Биография
Роберто Франка е роден на 29 май 1982 г. в Жау, Сао Пауло, Бразилия. След завършване на образованието си по Физическо възпитание започва да работи като модел. Много обича театъра и цирка. Практикува сърфинг, волейбол и бокс. Любимият му филм е „Tropa de Elite“, в който участва неговия идол на големия екран: актьорът Вагнер Моура.